# Bernardino Maria Dino Piccinelli

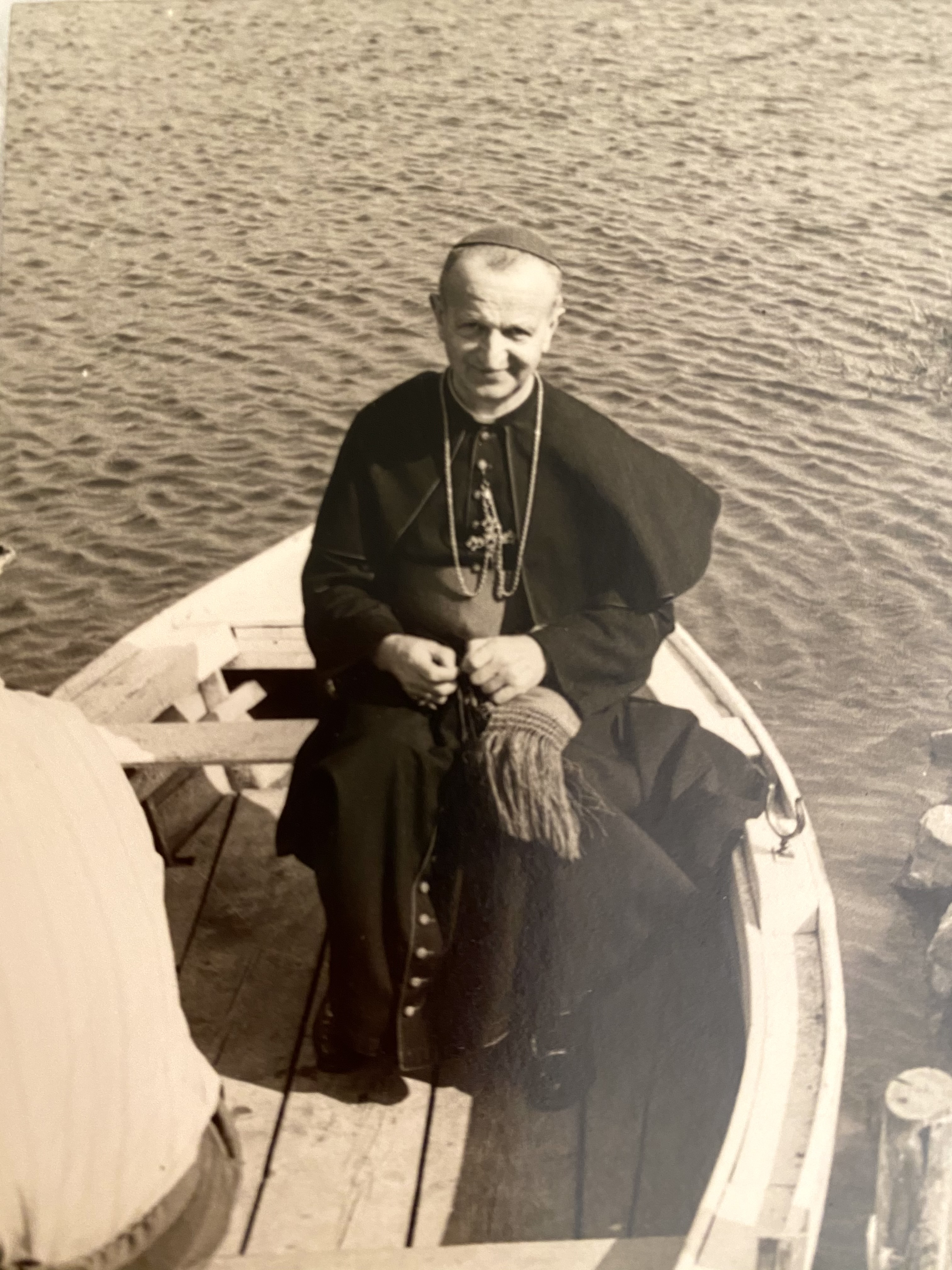
Bernardino Maria Dino Piccinelli

Bernardino Maria Dino Piccinelli OSM (* 24. Januar 1905 in San Benedetto Val di Sambro, Italien; † 1. Oktober 1984 in Ancona) war ein italienischer Ordensgeistlicher und römisch-katholischer Weihbischof in Ancona und Numana.

## Leben
Bernardino Maria Dino Piccinelli trat der Ordensgemeinschaft der Serviten bei und empfing am 5. Februar 1928 das Sakrament der Priesterweihe. 
Am 23. Juni 1966 ernannte ihn Papst Paul VI. zum Titularbischof von Gaudiaba und zum Weihbischof in Ancona und Numana. Der Erzbischof von Ancona und Numana, Egidio Bignamini, spendete ihm am 10. Juli desselben Jahres die Bischofsweihe; Mitkonsekratoren waren der Erzbischof von Fermo, Norberto Perini, und der Bischof von Montalto, Vincenzo Radicioni.
Am 23. November 1983 nahm Papst Johannes Paul II. das von Bernardino Maria Dino Piccinelli aus Altersgründen vorgebrachte Rücktrittsgesuch an.
Im Verlauf des für ihn eingeleiteten Seligsprechungsverfahrens erkannte ihm Papst Franziskus am 21. Dezember 2020 den heroischen Tugendgrad zu.